# Jean Baptiste Brice Bizot
Pour les articles homonymes, voir Bizot.
Jean Baptiste Brice Bizot, né le 19 septembre 1754 à Essertenne-et-Cecey (Franche-Comté), mort le 29 décembre 1836 à Bitche (Moselle), est un maréchal de camp de la Restauration.

## États de service
Il entre en service en 1774, comme lieutenant en second à l’école du génie de Mézières, et il devient lieutenant en premier le 1er janvier 1775, puis capitaine le 20 mars 1787.
En 1792, il est chargé des travaux de défense de la frontière entre les Vosges et la Sarre. De 1793 à l’an III, il sert aux armées du Rhin et de la Moselle, et participe aux différentes affaires qui ont lieu durant cette période. Il est nommé chef de bataillon provisoire le 20 septembre 1794, et il est confirmé dans son grade le 19 février 1795.
Il se fait remarquer à la deuxième bataille de Kaiserslautern (en), le 24 mai 1794, et il assiste à la conquête du pays de Trèves le 21 novembre 1794. Il prend une part active à l’attaque des postes de Mont-Royal, sur la Moselle, ainsi qu’aux nombreux combats dans lesquelles l’ennemi est repoussé au-delà du Rhin. À la fin de la campagne à l’armée de Sambre-et-Meuse, le général en chef Moreaux, lui confie la direction des travaux du blocus de Luxembourg.
Le gouvernement satisfait de ses services le nomme chef de brigade le 16 juin 1795, et après la prise de Luxembourg, le général Hatry lui confie l’exécution des travaux de défense de la ville. En janvier 1796, il remplit avec une haute intelligence, les fonctions intérimaires de directeur du génie à Sarrelouis, puis le 21 mars 1798, il passe à la direction de Strasbourg.
En l’an X, le ministre de la guerre lui confie la direction du génie à Cologne, où il organise entièrement le service du génie de cette place. Il est fait chevalier de la Légion d’honneur le 11 décembre 1803, et officier de l’ordre le 14 juin 1804.
Rentré en France fin 1813, il contribue l’année suivante à la défense de Besançon, et envoie de cette résidence sa soumission à Louis XVIII, qui le fait chevalier de Saint-Louis le 29 juillet 1814, et le maintient à la direction de Besançon. Admis à la retraite le 1er août 1815, il est promu maréchal de camp honoraire le 29 juillet 1816.
Il meurt le 29 décembre 1836, à Bitche.

## Famille
- Frère du colonel Denis Félicité Bizot-Charmoy (1757-1812).
- Père du général Michel Bizot (1795-1855), mort lors du siège de Sébastopol.
- Grand-père du général de division Brice Adrien Bizot (1848-1929).

## Sources
- A. Lievyns, Jean Maurice Verdot, Pierre Bégat, Fastes de la Légion-d'honneur, biographie de tous les décorés accompagnée de l'histoire législative et réglementaire de l'ordre, Tome 3, Bureau de l’administration, 1844, 529 p. (lire en ligne), p. 31.
- « Cote LH/246/63 », base Léonore, ministère français de la Culture
- Léon Hennet, Etat militaire de France pour l’année 1793, Siège de la société, Paris, 1903, p. 313.